# Ischiopsopha wallisiana
Ischiopsopha wallisiana är en skalbaggsart som beskrevs av Thomson 1860. Ischiopsopha wallisiana ingår i släktet Ischiopsopha och familjen Cetoniidae. Utöver nominatformen finns också underarten I. w. salomonensis.